# Stadion im. Mariana Spychały w Opolu
Stadion Żużlowy im. Mariana Spychały – stadion żużlowy w Opolu, w Polsce. Obiekt może pomieścić 9000 widzów. Użytkowany jest przez klub żużlowy Kolejarz Opole. Długość toru żużlowego na stadionie wynosi 321 m, co czyni go jednym z najkrótszych w Polsce.
Stadion żużlowy w Opolu istniał jeszcze przed II wojną światową. Obiekt pierwotnie posiadał bieżnię lekkoatletyczną. W trakcie wojny stadion uległ zniszczeniom. Według sporządzonego po wojnie inwentarza obiekt mógł pomieścić 2600 widzów, z czego 600 miejsc było siedzących. Na początku lat 50. XX wieku obiekt przebudowano na stadion żużlowy, a pierwszymi zawodami żużlowymi, jakie się na nim odbyły był sparing Górnika Rybnik ze Spójnią Wrocław (wygrany przez rybniczan). 16 czerwca 1960 roku dokonano ponownego otwarcia toru po jego rozbudowie. Pojemność obiektu szacowano wówczas na około 5000 miejsc siedzących i 3000 miejsc stojących. W 1961 roku żużlowcy Kolejarza Opole przystąpili do rozgrywek ligowych. W latach 70. i 80. XX wieku klub ten łącznie przez 15 sezonów występował w najwyższej klasie rozgrywkowej, swój największy sukces osiągając w premierowym sezonie (1970), kiedy to zdobył 3. miejsce w lidze. Przez lata tor żużlowy był kilkukrotnie modyfikowany; od 1988 roku jego długość wynosi 321 m, co czyni go jednym z najkrótszych w kraju. W latach 2002–2010 przeprowadzono szereg niezbędnych prac modernizacyjnych w celu przystosowania zaniedbanego obiektu do wymogów licencyjnych. 6 lipca 2013 roku na stadionie rozegrano finał Drużynowych Mistrzostw Europy Juniorów. 2 lipca 2015 roku stadionowi nadano imię Mariana Spychały.

## Nagrody
- Nagroda „Orły Rozrywki” – Laureat Konkursu Wybór Klienta (2019), (2020), (2021), (2022)[6]
- Nagroda „Brązowe Orły Rozrywki” (2021)[6]